# Claude Franceschi
Claude Franceschi, né le 12 octobre 1942 à Calenzana, est un médecin angiologue français. Il est considéré comme un pionnier de l’exploration vasculaire ultrasonore Doppler. Ses travaux, reconnus mondialement, apportent une importante contribution à l’hémodynamique, la physiopathologie, le diagnostic et le traitement des maladies des artères, des veines et des lymphatiques.
Fin des années 1980, il bouleverse la conception de la maladie veineuse par une nouvelle approche hémodynamique. Cette nouvelle vision le conduit à écarter la destruction des veines, et lui permet de concevoir la cure conservatrice et hémodynamique de l’insuffisance veineuse en ambulatoire (CHIVA) Voir Varice.
Autre concept original, pour Claude Franceschi la cause principale de la maladie hémorroïdaire n'est pas directement liée aux veines hémorroïdaires, mais plutôt  à l’irritation du canal anal. Il a appelé cette théorie "le quatrième facteur", en proposant un traitement curatif et préventif par un simple procédé d’hygiène.  
Enfin, il découvre grâce à l’échographie Doppler une maladie du système lymphatique liée à l’obstruction intermittente du canal thoracique cervical.
Il est le neveu du peintre Gabriel Zendel.

## Biographie
Claude Franceschi s’inscrit à la Faculté de Médecine de Paris en 1960. Il étudie plus particulièrement la neuropsychiatrie à la Salpêtrière (Paris) avec le Dr Cyril Coupernik, et à Melun avec le Dr Tosquelles. Son intérêt particulier pour la circulation cérébrale l’amène à travailler dans le laboratoire d’exploration fonctionnelle cérébrale du Dr Jaquinot à l’hôpital de la Salpêtrière où il utilise l’une des premières machines ultrasonores à effet Doppler (Delalande Électronique).
Cependant, les informations fournies par cette méthode non invasive restaient  trop pauvres pour concurrencer des méthodes agressives et dangereuses comme l’artériographie. Claude Franceschi cherche alors à décrypter plus profondément et en détail la signification hémodynamique du signal Doppler émis par les vaisseaux normaux et pathologiques.
Il aboutit ainsi à une méthode d’investigation vasculaire Doppler de grande fiabilité  diagnostique. Il en publie les résultats lors de nombreux congrès puis dans son livre princeps « L’investigation vasculaire par ultrasonographie Doppler » en 1977.
En 1975, il travaille avec le Pr Jean Michel Cormier, pionnier de la chirurgie vasculaire, à l’Hôpital Henry Dunant puis à l’Hôpital Saint Joseph de Paris. Ce dernier le soutiendra de manière décisive dans ses recherches et sera le premier à reconnaitre et à défendre la valeur diagnostique de leurs résultats. Ces premiers  travaux porteront d’abord plus particulièrement sur les artères carotides puis s’étendront à l’ensemble des vaisseaux.
Conseiller scientifique de la Société ESAOTE, il participe aux progrès  technologiques et ergonomiques des machines d’Echographie Doppler.
Par ailleurs, il dépose  des brevets d’invention destinés à améliorer le diagnostic et la prise en charge des patients.
Il enseigne dès 1978 en France dans le cadre du Diplôme de Pathologie Vasculaire (Université Paris IV puis Paris VII). Il enseigne également dans de nombreux autres pays, notamment en Algérie, Argentine, Chili, Espagne, Italie, Tunisie et USA. Il est invité régulièrement à communiquer dans de nombreux Congrès Internationaux et publie de nombreux livres et articles en France et à l’étranger.
Il est actuellement consultant au Centre Marie Thérèse (Fondation Hôpital Saint Joseph Paris France) et à la Casa di Cura delle Figlie di San Camillo Cremona (Italie), et enseigne dans le cadre du diplôme d’angiologie et d’écho-doppler vasculaire au CHU Pité-Salpétrière Paris.

## Travaux

### Système artériel et veineux
L'apport majeur de Claude Franceschi a été de mettre en correspondance les principes de la Mécanique des fluides avec l’Hémodynamique artérielle et veineuse, principes décelables par l’analyse des réflexions du signal ultrasonore Doppler émis dans le flux sanguin.
- En 1977, Franceschi publie le tout premier ouvrage mondial sur l’exploration vasculaire Doppler[2] dans lequel il décrit les principes hémodynamiques ainsi que leur traduction en termes de liens avec le signal Doppler. Ces données restent la référence indiscutable pour la quantification des sténoses et la qualité du diagnostic[3]. Parmi ces données, on notera plus particulièrement les critères de sténose artérielle des membres et des carotides, de pré-thrombose carotidienne, l’Indice de Pression-Perfusion dit Indice de Franceschi[4], le Rapport Carotidien, ainsi que l’exploration du Cercle de Willis.
- En 1978, il publie les premières observations  de régression de plaques carotidiennes.
- En 1980, il décrit le Rapport de débit de fistule RDF destiné à évaluer le débit des fistules artério-veineuses, notamment chez le dialysé[5].
- En 1981, il invente un procédé d’interface qui permet pour la première fois la visualisation des carotides et autres troncs supra-aortiques  par échographie[6] (Brevet INPI N° : 81 22294).
- En 1986, il publie le premier livre d’échographie vasculaire Précis d'échotomographie vasculaire[7] traduit en Italien "Compendio di ecotomografia vascolare" .
- En 1988, il publie le livre La cure Conservatrice et Hémodynamique de l’Insuffisance Veineuse en Ambulatoire CHIVA[8], où il propose une nouvelle approche de la physiologie de la circulation veineuse profonde et superficielle, introduisant de nouveaux concepts tels que le Fractionnement dynamique de la pression hydrostatique, les shunts veino-veineux et l’Évolutivité vicariante des varices[9],[10]. Ce nouveau concept change depuis radicalement l’approche diagnostique et thérapeutique des varices, des ulcères et des œdèmes d’origine veineuse. Le principe de la technique CHIVA est de laisser les veines en place, y compris les variqueuses, sans les détruire et en les ramenant à des calibres et à des débits normaux. Ce résultat est obtenu grâce à la réduction de la surcharge en débit et pression responsable des varices, œdèmes et ulcères.

En effet, selon cette théorie, au même titre que les œdèmes et ulcères, les varices ne sont pas la cause de l’insuffisance veineuse, mais seulement la conséquence d’obstacles veineux et/ou d’incontinence des valvules. De plus, la destruction des varices, en faisant obstacle au drainage naturel de la peau, serait responsable de récidives par effet de compensation. La méthode CHIVA supprime la surcharge en débit et pression, ce qui aboutit à la guérison des ulcères et au retour à la normale des veines dilatées, notamment variqueuses. Il s’agit tout simplement de fractionner avec précision la pression hydrostatique gravitationnelle de la colonne veineuse et de réaliser une déconnexion des shunts fermés selon la configuration particulière de chaque patient au moyen de 1 à 5 sections/ligatures réalisées sous simple anesthésie locale et sans hospitalisation (ambulatoire). Autre avantage, les saphènes sont ainsi conservées. En effet, elles constituent le meilleur matériel de pontage des artères obstruées des membres, et peuvent aussi compléter les pontages coronariens, d’autant que la population se fait plus vieillissante. La cure CHIVA fait l’objet de plusieurs études randomisées et contrôlées. Elle fait la preuve de ses avantages par rapport aux techniques destructrices de référence habituelles, notamment par l’ablation chirurgicale des saphènes, ou « stripping »,,,,,,,,,
- En 1991, il propose une nouvelle approche physiopathologique de la pathologie hémorroïdaire. Celle-ci innocenterait les veines hémorroïdaires car elles ne seraient que les victimes de ce qu’il appelle le Quatrième Facteur. Ce dernier serait l'agression physique et chimique de la muqueuse du canal anal. Conformément à cette hypothèse, il met au point un traitement préventif et curatif consistant à faciliter l’évacuation des selles, puis à éliminer les résidus du canal anal. Il s’agit d’une douchette externe qui délivre un jet d’eau  capable de pénétrer à distance dans le canal et dans le bas rectum, sans aucun contact avec l’anus. Son efficacité est validée par une étude hospitalière randomisée[22],[23],[24].
- En 1994. Il propose une classification hémodynamique des malformations vasculaires. Il conçoit une valve veineuse artificielle mise en place  via un cathéter (Brevet INPI no 94 15391).
- En 1997, Claude Franceschi décrit l'Indice dynamique de reflux veineux IDR ainsi que la Manœuvre de Paranà[25], ainsi que le diagnostic par écho Doppler de la phlébite plantaire[26].
- En 2005, il trouve les points de fuite veineux périnéaux, inguinaux et clitoridiens de la femme par écho Doppler et les définit anatomiquement[27]. Il conçoit un instrument de chirurgie permettant une maîtrise rapide et facile des plaies vasculaires : l’Hemostator de Franceschi[28].
- En 2006, il préconise un mélange vaseline 40 % - sucre 60 % pour nettoyer et aseptiser les plaies, notamment les ulcères des membres inférieurs. Ce composé offre l’avantage de son faible coût, d’une seule application hebdomadaire, et de la dispense de curetage. Les résultats font fortement supposer que ce procédé est équivalent ou même plus efficace que les médications locales les plus récentes. Les premiers résultats sont en cours de publication[29].
- En 2010, il publie le livre Principles of venous hemodynamics qui détaille les concepts hémodynamiques de l’insuffisance veineuse et leurs conséquences diagnostiques et thérapeutiques[30].

### Système lymphatique
- En 2004, il identifie une nouvelle pathologie : l’obstruction intermittente du canal thoracique terminal. Il la diagnostique par écho Doppler chez des patients souffrant de gonflements du cou et d’épanchements de chyle dans le thorax et l’abdomen[31],[32].

### Brevets d’invention
- 1981 : dispositif permettant la visualisation des vaisseaux et organes superficiels: "Dispositif pour la transmission d’ultrasons pour une sonde d’echotomographie" (INPI N° d’enregistrement national : 81 22294).
- 1982 : cuvette mobile d’échographie pour l'exploration du sein par échographie "Cuvette mobile d’échographie" (INPI N° d’enregistrement national : 82 16663)
- 1983 : appareil permettant la ponction des vaisseaux guidée par Doppler "Procédé de ponction des vaisseaux sanguins associant un propulseur d’aiguille à un ultrasonographe Doppler qui le guide" (INPI N° d’enregistrement national83 18794).
- 1983 : Filtre placé dans la veine cave inférieure, destiné à la prévention des embolies pulmonaires : "Filtre contre les embolies et son procéeé de mise en place" (INPI N° d’enregistrement national 83 03315)
- 1990 : Fauteuil-lit-brancard transformable par le seul déplacement du centre de gravité du patient sans motorisation. (INPI N° d’enregistrement national 90 13220)
- 1990 : Procédé d’injection d’eau dans le canal anal à distance (sans contact avec le corps) :  "Dispositif d’hygiène et de traitement" (INPI N° d’Enregistrement National :  90 07624)
- 1994 : "Valve artificielle pour vaisseaux sanguins" (INPI no 94 15391)
- 2005 : "Dispositif pour arrêter et contrôler les hémorragies d’origine veineuse et artérielle"  (INPI no 05 09671)

### Livres
- L’investigation vasculaire par ultrasonographie Doppler Masson. 1977.  (ISBN 2225636796 et 9782225636790).
- Diagnostico Vascular por Ultrasonografia Doppler Masson 1982  (ISBN 9788431103118)
- Aspects techniques de la chirurgie carotidienne Éditions AERCV 1987  (ISBN 2-907232-00-2)
- Théorie et pratique de la Cure Conservatrice et Hémodynamique de l'Insuffisance Veineuse en Ambulatoire Éditions de l'Armançon 1988  (ISBN 2-906594-06-7)
- Chirurgie des artères digestives Éditions AERCV 1989  (ISBN 2-907232-13-4)
- Bases Théoriques et stratégies de la cure CHIVA (Cure Conservatrice et hémodynamique de l'Insuffisance Veineuse en :::Ambulatoire) John Libbey Eurotext; 1992  (ISBN 0861963571)
- Theory and practice of the conservative haemodynamic cure of incompetent and and varicose veins in ambulatory patients Éditions de l’Armançon 1993  (ISBN 2-906594-28-8)
- Teoria e pratica della cura conservative ed emodinamica dell’insufficienza venosa in ambulatorio Éditions de l’Armançon 1993 2-906594-29-6
- L'Indagine vascolare con ultrasonografia Doppler 1-12-1994 Elsevier  (ISBN 8821416240 et 978-8821416248)
- Précis d’échotomographie Vasculaire  (ISBN 2711409899 et 978-2711409891) 18-04-1996 -Compendio di ecotomgrafia vascolare Vigot  (ISBN 2-88254-000-0 et 9782882540003)
- Principles of venous hemodynamics.C. Franceschi • P. Zamboni .Novapublihers .janvier 2009  (ISBN 978-1-60692-485-3)
- Lymphedema A Concise Compendium of Theory and Practice 2011 Springer (Verlag)  (ISBN 0857295667, 9780857295668 et 978-0-85729-567-5)
- Emodinamica dell'ipertensione portale Aracne 2012  (ISBN 8854846511 et 9788854846517)
- Thérapeutiques endovasculaires des pathologies veineuses 2012 Springer Verlag France 201)  (ISBN 281780290X et 978-2817802909)

### Articles
- 82 cases of re-implantation of the subclavicular and vertebral arteries into the main carotid (author's transl). J. M. Cormier • J.-B. Ricco • C. Franceschi .• février 1979 • Chirurgie
- Doppler ultrasound studies in carotid prethrombosis (author's transl). C. Franceschi • J. M. Cormier • P. Lagneau • J.-L. Cassan .• Oct 1979 • La Nouvelle presse médicale
- The Doppler in everyday phlebology. C. Franceschi . • Jul 1980 • Phlébologie
- Doppler investigations of collaterals of the cervico-cerebral arteries (author's transl). C Franceschi • février 1981 • Journal des maladies vasculaires
- Ultrasonographic control during surgery on congenital arteriovenous fistulae in the limbs (author's transl). J. M. Cormier • C Laurian • C Franceschi • F Luizy . février 1981 • Chirurgie
- C. Franceschi • F. Luizy • G. Franco • C. Ribadeau-Dumas . février 1982 • Journées annuelles de diabétologie de l'Hôtel-Dieu
- Venous graft versus carotid thromboendarterectomy (T.E.) J.-M Cormier • C. Laurian • F. Gigou • C Franceschi • F Luizy .• février 1982 • Journal des Maladies Vasculaires
- Study of the digestive arteries by Doppler and echotomographic ultrasonography. Uniformity of functional vascular studies. C. Franceschi • F. Luizy • G. Franco • C. Ribadeau-Dumas • J. Le Doeuff .• Article • février 1983 • Chirurgie
- Ultrasonic diagnosis of aneurysmal polydystrophies. C. Franceschi • F. Luizy • G. Franco • C. Ribadeau-Dumas . • février 1984 • Journal des Maladies Vasculaires
- Arteriography with compression in arteriovenous malformations of the limbs. J.-Melki • C. Franceschi • M.-C. Riche • F Luizy • J.-J. Merland .• janvier 1985 • Annales de radiologie
- Vascular echotomography in arterial pathology .F. Luizi • C. Franceschi • G. Franco . Journal des maladies vasculaires.• janvier 1985.
- A method of venous study by real time ultrasonography associated with directional and continuous Doppler ultrasonography. F Luizy • C Franceschi • G Franco .• février 1986 • Annales de medecine interne
- Real-time echotomography in emboli-forming pathology of the limbs. F Luizy • C Franceschi • G Franco . • février 1987 • Journal des Maladies Vasculaires
- Value of Doppler studies following intracavernous injection of papaverine hydrochloride in the diagnosis of impotence of arterial origin. R Sellam • C Laurian • C Franceschi . 1988 • Acta urologica Belgica
- Doppler echography in the conservative treatment of arm lymphedema after breast cancer. Results of 312 cases .J.-P. Brun • G. Franco • F. Luizy • C. Franceschi .Journal des Maladies Vasculaires• janvier 1989
- The conservative and hemodynamic treatment of ambulatory venous insufficiency. C Franceschi .• novembre 1989 • Phlébologie
- Venous insufficiency of the lower limbs in the aged. I. Varices and their complications.C. Flabeau • C. Franceschi • P. Priollet .Journal des Maladies Vasculaires. . • janvier 1990
- Leg vein disorders in the aged. II. Phlebitis, post-phlebitic disease and leg ulcers. C. Flabeau • C. Franceschi • P. Priollet . Journal des Maladies Vasculaires. janvier 1990
- A new use for renal artery duplex ultrasound: percutaneous angioplasty follow up: a retrospective study of 50 cases MC Manet • C du Templet • T Lang • C Franceschi • A Tugaye .• septembre 1991 • Journal of Hypertension
- A new contribution of Doppler echography of renal arteries: follow-up studies of angioplasties. A retrospective study of 50 cases. M C Manet • C Du Temple • T Lang • C Franceschi • F Luizy • A Tugayé • septembre 1991 • Archives des maladies du cœur et des vaisseaux
- Ambulatory and hemodynamic treatment of venous insufficiency (CHIVA cure). C Franceschi .• février 1992 • Journal des Maladies Vasculaires
- Results of ambulatory and hemodynamic treatment of venous insufficiency (CHIVA cure). J M Fichelle • P Carbone • C Franceschi . • février 1992 • Journal des Maladies Vasculaires
- Conservative hemodynamic ambulatory treatment of venous insufficiency. C Franceschi .• Apr 1992 • Soins. Chirurgie générale et spécialisée
- Study and treatment of varicose veins. Truths and counter-truths]. P Priollet • C Franceschi • I Lazareth • C Laurian . • Article • Jun 1994 • Annales de Cardiologie et d Angéiologie
- Value of Doppler ultrasonography in the diagnosis of renal artery stenosis. C Franceschi .• janvier 1995 • La Revue du praticien
- Fistules art́ério-veineuses thérapeutiques chez les dialysés rénaux. Protocole d'exploration Doppler C. Franceschi • F. Luizy. Journal des Maladies Vasculaires. March 1995
- Comparison between the CHIVA cure and stripping in the treatment of varicose veins of the legs: follow-up of 3 years. M Cappelli • R Molino Lova • S Ermini • A Turchi • G Bono • C Franceschi . • janvier 1996 • Journal des Maladies Vasculaires
- Ambulatory conservative hemodynamic correction of venous insufficiency. Technique, results. A Bahnini • M Bailly • L Chiche • C Franceschi .• janvier 1997 • Annales de Chirurgie
- Measures and interpretation of venous flow in stress tests. Manual compression and Parana manoeuvre. Dynamic back flow and Psatakis indice. C Franceschi. Jun 1997 • Journal des Maladies Vasculaires
- Ambulatory Conservative Hemodynamic Management of Varicose Veins: Critical Analysis of Results at 3 Years .Massimo Cappelli • Raffaello Molino Lova • Stefano Ermini • Adolfo Turchi • Giuseppe Bono • Amine Bahnini • Claude Franceschi .• Aug 2000 • Annals of Vascular Surgery
- Venous insufficiency and dynamic fractionating of the hydrostatic pressure column .C. Franceschi. janvier 2001. Phlebologie
- Arteriovenous malformation of the buttock I. Di Centa • C. Franceschi • C. Laurian . Journal des maladies vasculaires • Article • janvier 2002
- Dynamic fractionizing of the hydrostatic pressure, closed ans open shunt, vicarious varicose evolution: How have these concepts made the treatment of varices evolve? C. Franceschi . Phlebologie janvier 2002
- Cerebral perfusion at high altitude C.H.E. Imray • C.W.M. Chan • A.D. Wright • C. Franceschi . • janvier 2003 • Sang Thrombose Vaisseaux
- Points de fuite pelviens viscéraux et varices des membres inférieurs .C. Franceschi • A. Bahnini . Phlebologie. janvier 2003
- Duplex ultrasonography in the cervical rib-syndrome [Pathologie du canal thoracique: Intérêt de l'echographie-Doppler] . C. Franceschi • C. Laurian . janvier 2004 • Sang Thrombose Vaisseaux
- Traitement chirurgical des malformations vasculaires des membres . C. Laurian • C. Franceschi • D. Herbreteau • O. Enjolras .• Apr 2004 • EMC - Chirurgie
- Diagnostic ultrasonique des obstructions terminales du canal thoracique .C. Franceschi • A. Bahnini • C. Laurian . • septembre 2006 • Journal des maladies vasculaires
- Anatomie fonctionnelle et diagnostic des points de fuites bulbo-clitoridiens chez la femme (Point C) . Franceschi .• mars 2008 • Journal des maladies Vasculaires
- Hémodynamique de la maladie postphlébitique : conséquences diagnostiques et thérapeutiques. C. Franceschi .• mars 2008 • Journal des maladies vasculaires
- Bilan hémodynamique de la maladie postphlébitique .C. Laaengh Massoni • C. Franceschi .• mars 2008 • Journal des maladies vasculaires
- Hémodynamique du nutcracker syndrome : diagnostic, incidences thérapeutiques. C. Franceschi • M. Greiner • A. Bahnini.• mars 2008 • Journal des maladies vasculaires
- Traitement chirurgical hémodynamique des ulcères veineux rebelles ..O. Tazi • M.-D. Petit • I. Lazareth • C. Franceschi . mars 2008 • Journal des Maladies Vasculaires
- Remark concerning the comments on the CHIVA method in the article by P. Pittaluga and S. Chastanet: « Technique and treatment of varices : How to choose?» Phlebologie. Franceschi • A. Bahnini • Oct 2008
- Chapter: Haemodynamics of venous insufficiency: Assesment techniques. C. Franceschi • P. Zamboni .• janvier 2009
- Book. Article: Principles of venous hemodynamics. C. Franceschi • P. Zamboni. Novapublihers .janvier 2009
- Low cost medications for the venous ulcer. Sugar-Honey: an on line Vasculab Survey. Claude Franceschi • Fausto Passariello . Vasculab.• Apr 2009
- The unsolved puzzle of multiple sclerosis and venous function. C.Franceschi. J Neurol Neurosurg Psychiatry 80:358  • Journal of neurology, neurosurgery, and psychiatry. May 2009
- So as to avoid any misunderstanding about Cure Conservatrice et Hemodynamique de l'Insuffisance Veineuse en Ambulatoire (CHIVA).C Franceschi.• Aug 2010 • Phlebology
- Chirurgie de l'artère vertébrale. C. Laurian • F. Gigou • A. Mallios • B. George • V. Marteau • C. Franceschi . • janvier 2011
- Lymphedema. Claude Franceschi • Erica Menegatti • Paolo Zamboni . • janvier 2011
- Hémangiomes et malformations vasculaires C. Laurian • O. Enjolras • A. Bisdorff • C. Franceschi • V. Marteau .Journal des maladies vasculaires • janvier 2011
- The recurrent cervical swelling syndrome. C Franceschi • S. Gianesini • A. Bahnini • C. Laurian • E. Menegatti • P. Zamboni. Jun 2011 • Phlebology
- Conference Paper: Venous Compression Hemodynamic Rational Chiva meeting Hannover May 2012 Claude Franceschi .• Conference Paper • May 2012
- Additional information and comments to the article review citing CHIVA. C. Franceschi • P. Zamboni • O. Pares • J. Juan • A. Bahnini • E. Mendoza • R. Cuaranta • F. Passariello • M. Cappelli • S. Ermini • R. Delfrate .• novembre 2012 • Phlebology
- Doppler ultrasound venous mapping of the lower limbs . Aldo Innocente Galeandro • Giovanni Quistelli • Pietro Scicchitano • Michele Gesualdo • Annapaola Zito • Paola Caputo • Rosa Carbonara • Giuseppe Galgano • Francesco Ciciarello • Sandro Mandolesi • Claude Franceschi • Marco Matteo Ciccone . février 2012 • Vascular Health and Risk Management
- Chirurgia dell’arteria vertebrale. C. Laurian • F. Gigou • A. Mallios • B. George • V. Marteau • C. Franceschi .• Article • mars 2012
- CHIVA effectiveness score: The correct one is below. C. Franceschi .• Jul 2012 • European journal of vascular and endovascular surgery: the official journal of the European Society for Vascular Surgery
- Chapter : Hémodynamique veineuse physiologique et pathologique du pelvis et des membres inférieurs M. Greiner • C. Franceschi . C. Franceschi . Researchgate 2013.
- Chapter : Hémodynamique de l’hypertension portale . C. Franceschi . janvier 2013. Researchgate
- Definition of the venous hemodynamics parameters and concepts. Claude Franceschi. Veins and lymphatics • Apr 2013
- Wall and reflux features as determinant parameters of the venous disease. C. Franceschi. Apr 2013 • Acta Phlebologica
- The office based chiva.Fausto Passariello • Stefano Ermini • Massimo Cappelli • Roberto Delfrate • Claude Franceschi. Researchgate.Article • septembre 2013
- Duplex Ultrasound of Superficial Leg Veins .Erika Mendoza • Claude Franceschi • Birgit Kahle • Christopher R. Lattimer . • Chapter • janvier 2014
- Multiple ligation of the proximal greater saphenous vein in the CHIVA treatment of primary varicose veins. Roberto Delfrate • Massimo Bricchi • Claude Franceschi • Matteo Goldoni .Veins and lymphatics • janvier 2014
- Emangiomi e malformazioni vascolari. C. Laurian • O. Enjolras • A. Bisdorff • C. Franceschi • V. Marteau. Acta Phlebologica. septembre 2014
- Dataset : sugar discussion. Vasculab. Claude Franceschi • Fausto Passariello .• décembre 2014
- The evaluation of essential elements defining varicose vein mapping .Claude Franceschi • Stefano Ermini . Article • décembre 2014
- CHIVA : hemodynamic concept, strategy and results C. Franceschi • M. Cappelli • S. Ermini • S. Gianesini • E. Mendoza • F Passariello • P. Zamboni . • Jun 2015 • International angiology: a journal of the International Union of Angiology
- Infrared parietal colorectal flowmetry: a new application of the pulse oximeter. Is this method useful for general surgeons in preventing anastomotic leakage after colorectal resections Authors Delfrate R., Bricchi M., Forti P., Franceschi C. Dovepress. June 2015 Volume 2015 : 8 pages 61—65 DOI.Roberto Delfrate • Massimo Bricchi • Paolo Forti • Claude Franceschi . Jun 2015 • Open Access Surgery
- CHIVA : Hemodynamic diagnosis and treatment of the Venous Insufficiency . Claude Franceschi .• Research • septembre 2015
- Compression rational in venous disease . Claude Franceschi. Conference Paper : Oct 2015
- Deep Venous Insufficiency. Haemodynamic diagnosis and treatment. CHIVA. Claude Franceschi • Conference Paper • Oct 2015
- Dataset : Venous Compression Hemodynamic Rational Chiva meeting Hannover May 2012. Claude Franceschi • Jul 2015
- Dataset : IVP CHIVA MILAN 2015. septembre 2015. Claude Franceschi
- 7 Venous malformations. Haemodynamic management . Conference Paper • Oct 2015 * Claude Franceschi et al. CHIVA hemodynamic concepts , strategy and results. International Angiology 2016 February; 35(1):8-30
- Management of Chronic Venous Disease: Clinical Practice Guidelines of the European Society for Vascular Surgery (ESVS) A. Bahnini, M. Cappelli, S. Ermini, J.M. Escribano, C. Franceschi, J. Juan, E. Mendoza, O. Pares, F. Passariello, P. Zamboni (Aug 2016)